# Bandar Betsy II
Bandar Betsy II is een bestuurslaag in het regentschap Simalungun van de provincie Noord-Sumatra, Indonesië. Bandar Betsy II telt 2059 inwoners (volkstelling 2010).